# Ratatouille (gerecht)
Ratatouille (van het Occitaanse ratatolha) is een Frans gerecht van gestoofde groenten, dat vooral in de Provence veel wordt bereid. Verschillende variaties van het gerecht worden gegeten in andere landen rond de Middellandse Zee. Marimar Torres, schrijfster van een boek over de Catalaanse keuken beweert dat het gerecht afstamt van het Catalaanse gerecht samfaina. In Frankrijk wordt het gerecht ook wel kortweg rata genoemd.
De bereiding kan verschillen, maar basisingrediënten van ratatouille zijn: tomaat, courgette, aubergine, ui en knoflook. Ratatouille wordt in Frankrijk – 's zomers overigens ook koud – meestal gegeten met stokbrood. In Italië serveert men dit gerecht vaak met polenta.

## Ratjetoe
Het Nederlandse woord ratjetoe (zooitje, mengelmoes) is een verbastering van ratatouille.